# Голова быка
«Голова быка» — название нескольких рельефных художественных работ, созданных грузинским художником Авто Варази между 1963 и 1977 годом. Все работы представляют собой определенным образом сложенные и закреплённые клеем мужские брюки, форма которых напоминает голову быка. Работы находятся в крупных художественных музеях мира и считаются наиболее известными у Варази, которого называют также «пионером поп-арта» в Грузии.

## Работы серии
Арво Варази был, вероятно, первым грузинским художником, который успешно работал с добавлением предметов на картину и техникой коллажа. Хотя он создавал живопись (портреты и натюрморты) как в традиционном стиле, так и стиле, напоминающем Пикассо и Брака, именно коллажи и ассамбляжи стали для него настоящим прорывом. Так, на картине «Беатриче» (1963) голова девушки нарисована и обрамлена кусочками бамбука, а её груди представляют собой два круглых дверных звонка.
Картина 1963 года под названием «Истекающий кровью бык» (англ. Bleeding Buffalo) была представлена в Нью-Йоркского музея современного искусства на выставке 1967 года «Обзор русской живописи с пятнадцатого века до наших дней» (англ. A Survey of Russian Painting from Fifteenth Century to the Present) и, предположительно, тогда же куплена. Она также была показана в том же музее на выставке современного советского искусства в 1974 году и теперь находится в постоянной экспозиции. Согласно каталогу выставки, работа представляет собой ассамбляж из брюк, вымоченных в клее и прикреплённых к деревянной основе; сгибы выделены масляной краской. Работа имеет размеры 63,8 × 37,7 × 11,2 см.
Другая версия «Головы быка», известная как «Голова быка, изображающая голову ягнёнка» (англ. The Bull’s Head representing a lamb’s head) 1966 года, хранится в Художественном музее Зиммерли Ратгерского университета.
Ещё один вариант «Головы быка» находится в коллекции Александра Глезера в Париже (по состоянию на 2013 год).
В марте 2013 года в аукционном доме «Сотбис» в Лондоне прошла выставка-продажа работ современного искусства Кавказа и Средней Азии «На перепутье», где было представлено около 50 работ современных художников из бывшего СССР. Там была представлена и одна из версий «Головы быка» (чёрные брюки на деревянных досках, работа 1976 года, размера 69,4 × 40 × 15 см). Работа происходит из коллекции дочери художника, Лики Варази, которая ранее приобрела эту картину у коллекционера в Ленинграде.

## Создание
Согласно распространённой версии происхождения темы «Головы быка», «этот образ получился случайно, когда усталый художник глубокой ночью раздевался, небрежно разбрасывая одежду, чтобы поскорее лечь в постель, а утром увидел получившуюся морду быка с пронзительным взглядом и удивился, решив увековечить это чудо». По воспоминаниям Руслана Гонгадзе, однажды Варази попросил отдать ему брюки, которые носил Гонгадзе, поскольку из них вышла бы отличная «голова быка». На следующий день Гонгадзе отдал художнику свои брюки, но позже заметил, что тот сам стал носить их, потому что брюки показались ему недостаточно поношенными и измазанными краской.

## Художественные особенности
Художник и историк искусства Илико Зауташвили в каталоге акциона «Сотбис» отмечает, что на фоне остальных рельефных и коллажных работ Варази изображения головы быка выделяются и доминируют над остальными. Голове придано драматичное и напряжённое выражение, при этом Варази не ставит своей задачей физическое сходство с животным: его цель, скорее, — «создать общую визуальную метафору, в которой сливались бы понятия конфликта и одиночества». При этом зрителю предлагается предложить и свою интерпретацию данного образа.
По мнению критика, «Голова быка» явным образом репрезентирует портрет самого художника, причём он видит себя и в роли преследователя, и в роли преследуемого, одновременно уставшего, но и готового к бою.